# مونته‌نرو سابینو
مونته‌نرو سابینو (به ایتالیایی: Montenero Sabino) یک کومونه در ایتالیا است که در استان ریتی واقع شده‌است.

## خصوصیات
مونته‌نرو سابینو ۲۲٫۷ کیلومترمربع مساحت و ۳۱۶ نفر جمعیت دارد و ۴۵۰ متر بالاتر از سطح دریا واقع شده‌است.